# LMS 2P形4-4-0蒸気機関車
LMS 2P形4-4-0蒸気機関車（LMS 2Pがた4-4-0じょうききかんしゃ、英語：Class 2P）は、イギリスのロンドン・ミッドランド・アンド・スコティッシュ鉄道（LMS）が導入した蒸気機関車の1形式である。ヘンリー・ファウラーが設計した車輪配置 4-4-0（2B）の軽量旅客用機関車で、1928年から1932年までに138両が製造された。

## 概要
本形式は1928年に導入された。1921年鉄道法制定（4大鉄道への統合）後に、ミッドランド鉄道483形蒸気機関車に寸法の見直しとボイラー設置の変更を施して開発された。番号はミッドランド鉄道が付け残した563から付番され700まで達した。138両が製造されたが車番は変更や移動のためやや複雑になった。
633号と635号には1933年にDabeg式の給水温め装置が取り付けられた。同じ年の9月6日に591と639はグラスゴーのカンバーランドストリート駅近くのポートエグリントンジャンクションでの事故で大きな損傷を受けて廃車された。1948年の国有化の後、イギリス国鉄は残りの136台の機関車の番号に40000を加えた。1954年から1962年にかけて廃車となった。全車が解体された。

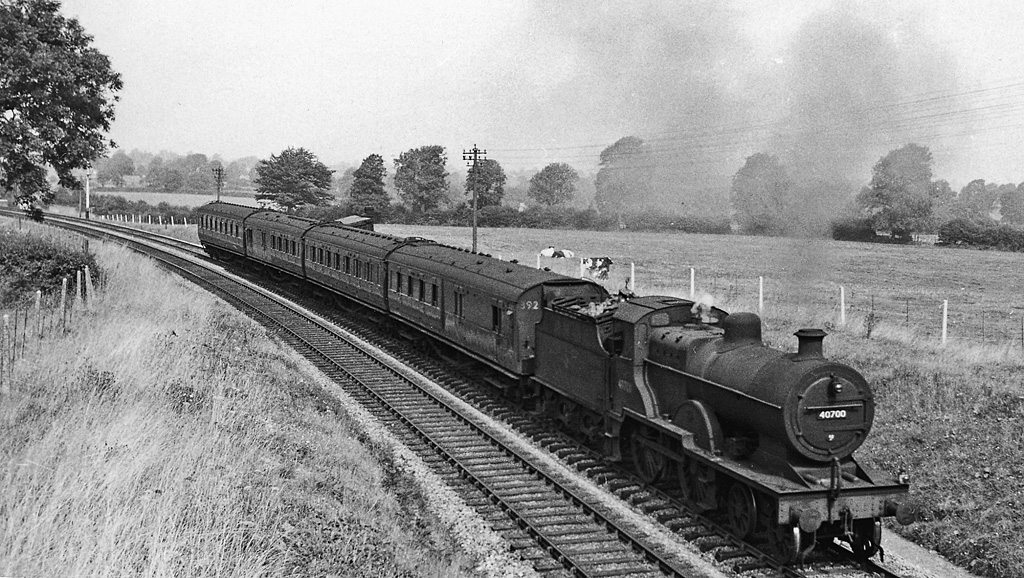
1959年8月22日にバース（グリーンパーク）からテンプルクームまでのサマセットおよびドーセット列車のマスベリーサミットでの40700号

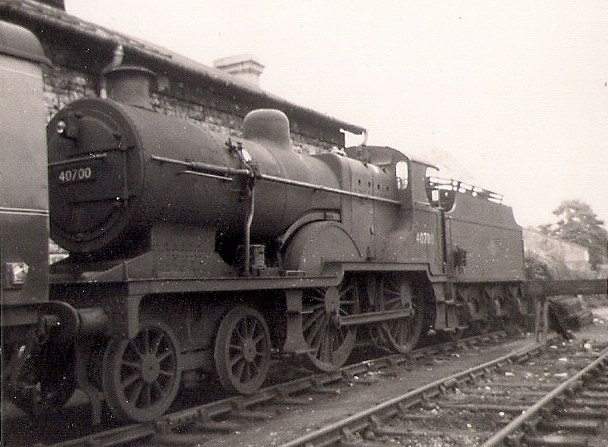
1961年7月25日にバースグリーンパークデポの40700号。1962年9月に廃車となり、1962年12月にダービー工場で解体された。